# خميس الجسد
عيد الجسد أو عيد خميس الجسد أو خميس الجسد هو طقس مسيحي يحتفل بالوجود الحقيقي لجسد ودم ونفس وألوهية يسوع في عناصر القربان المقدس. تحتفل به الكنيسة اللاتينية وبعض الكنائس الأرثُوذِكسية الغربية واللوثرية والإنجيلية. يُحتفل قبل شهرين منه بالقربان المقدس في العشاء الأخير في خميس الأسرار في جو كئيب يؤدي إلى الجمعة العظيمة. ويُخلد القداس في ذلك اليوم ذكرى غسل المسيح لأقدام التلاميذ وتأسيس الكهنوت والعذاب في بستان جثسيماني.